# Pace di Presburgo (1491)
La pace di Presburgo (nota anche come trattato di Presburgo) fu un trattato di pace concluso a Presburgo (oggi Bratislava, in Slovacchia) che portò alla risoluzione della Guerra austro-ungherese (1477-1488). Esso venne siglato il 7 novembre 1491 tra l'imperatore Massimiliano I del Sacro Romano Impero e re Ladislao II di Boemia e Ungheria. Sulla base di questo accordo, Ladislao rinunciò alle sue pretese sulla Bassa Austria e permise a Massimiliano di succedere alla corona Ungherese se Ladislao fosse morto senza eredi legittimi. Ladislao ebbe un figlio nel 1506, ma ad ogni modo, questa condizione non ebbe effetti.
L'assemblea dei nobili ungheresi fu quella che fece pressione per la firma del trattato con un totale di 63 dignitari provenienti dal Regno di Boemia e dal Regno d'Ungheria. Il trattato de facto prevedeva condizioni già stabilite dal padre di Massimiliano, Federico III, con Mattia Corvino d'Ungheria.